# Małga Kubiak
Małga Kubiak, właśc. Małgorzata Kubiak (ur. 1950 w Warszawie) – reżyserka filmów niezależnych, performerka, aktorka, producentka, scenarzystka i autorka książek. Członkini zespołów muzycznych. Organizatorka festiwalu poetyckiego (12. edycji festiwalu Poetry Art).

## Rodzina i wykształcenie
Małga Kubiak pochodzi z rodziny o tradycjach literackich: jej ojcem był poeta Tadeusz Kubiak, a jej stryjem Zygmunt Kubiak. Studiowała na ASP w Warszawie w latach 1970–1973: w trzech różnych pracowniach. W 1973 wyjechała do Londynu, a później do Szwecji. Przez kilka miesięcy uczęszczała na Symposiu Ubbeboda Center u profesora Yoshio Nakajima Performance School, a następnie studiowała w Szkole Filmowej Valand Academy w Göteborgu.

## Twórczość
Małga Kubiak jest autorką czterech książek: Dirty Paradise (1992), Babe Trouble (1994), Scheisse Elysees (1997) i One Man Show (2002). W Ameryce jej literacka twórczość nazywana jest „neo-neo Beat dame” (damy generacji neo neo beatowej). Jest członkinią własnego zespołu muzycznego Miss Mess grającego gatunki trash i punk rock. Kubiak występuje w zespołach: Freya Paris Fucked Society z Paryża (noise) i Pink Jupe z Brukseli.
Jest autorką ponad 40 produkcji, m.in. Federico Garcia Lorca Czarna rozpacz (2013) W 2015 roku wyreżyserowała dramat oparty na historii życia i śmierci Piera Paolo Pasoliniego zatytułowany PPPasolini. Film został pokazany podczas siódmej edycji Festiwalu Filmowego LGBT w Warszawie. W jej filmach (IDn4, Baby Trouble Hole) grał Nick Cave.
W Polsce filmy Kubiak wyświetlane były w Galerii Wschodniej w Łodzi, jej prace wystawiono w Galerii QQ, w Instytucie Sztuki Wyspa w Gdańsku, w ramach kilku edycji LGBT Film Festival (2014, 2015, 2016, 2017, 2018, 2019), na Trzecim Oku podczas MFF Nowe Horyzonty we Wrocławiu (2013, kuratorka Ewa Szabłowska), a w 2018 roku w CSW Zamek Ujazdowski w Warszawie pod wspólnym tytułem całej produkcji filmowej The Ego Trip (The Ego Trip Label Małga Kubiak). Muzykę do The Ego Trip i innych projektów Kubiak skomponował Zbigniew Karkowski.
Jako aktorka występowała również w spektaklu Mai Kleczewskiej Golem, czy w filmach Carla Andersa (Lick an Apple like a Pussy a Movie Stanislavsky never made 2002, Eiszeit 2004, Female Summer 2006), a także w perfomansie Alexa Baczyńskiego-Jenkinsa w CSW Zamek Ujazdowski w Warszawie w 2019 roku (Untitled Dances).
W 2015 roku została uhonorowana Niedźwiedziem Polarnym za kino przez Tupilak – Skandynawską Organizację LGHBTQ.

## Życie prywatne
Rodzice Kubiak rozwiedli się niedługo po tym, jak dziewczynka rozpoczęła naukę w szkole podstawowej. Umieścili córkę w szkole z internatem kształcącej dzieci dyplomatów. Wielokrotnie zmieniała szkoły. Po rozstaniu się rodziców sprawowała opiekę nad swoją matką, która była chora na schizofrenię. Kubiak opiekowała się nią do jej śmierci. Mieszkając jeszcze w Polsce Kubiak, w wieku 19 lat, urodziła córkę. Po tym jak rozwiodła się z polskim mężem, przeniosła się do Szwecji. Związała się tam ze Szwedem, z którym ma syna. Opiekę nad drugim dzieckiem Kubiak powierzyła ojcu.

## Książki
- 1992: Dirty Paradise
- 1994: Babe Trouble
- 1997: Scheisse Elysees[40]
- 2002: One Man Show[5]

## Zespoły muzyczne
- Miss Mess (trash punk rock; Sztokholm)
- Freya Paris Fucked Music Society (noise; Paryż)
- Pink Jupe (Bruksela)

## Filmy
Źródła: lista sporządzona na podstawie informacji z filmowych baz danych IMDb i Filmweb
Reżyserka
- 1986: Ego
- 1985: Father
- 1987: Super Ego
- 1985: IDn1
- 1990: IDn2
- 1990: IDn3
- 1991: IDn4
- 1992: Flasher
- 1994: Angel
- 1996: Baby Trouble Hole[43]
- 2002: Psychos
- 2005: Cravings of Kane[44]
- 2006: Game Girl
- 2007: Gay Hell at Dante Café[45][46]
- 2009:  Mask of Love on Yukio Mishima
- 2010: Mask of Life on Yukio Mishima
- 2010: Mask of Beauty on Yukio Mishima[47]
- 2011: Upadek Anioła (Fallen Angel: Mask of Death on Yukio Mishima)[48][49]
- 2012: Annemarie Schwarzenbach Duende[50][51]
- 2013: Federico García Lorca Czarna Rozpacz[52]
- 2015: PPPasolini[53]
- 2015: PPPasolini Epilog[31]
- 2016: Andy Warhol To Se Vrati[31] (3 filmy: Edie, SCUM, BOYZ)
- 2019: Bloody Shadows
- 2017: Raoul Wallenberg Tragic Hero or Agent 103?[54]
- 2019: Raoul's Boys of Budapest
- 2019: Epokalipsa
- 2020: Secret Sweet: Tribute to Carl Andersen 1958–2012
- 2020: At the Back of the Screen (prawidłowy tytuł: Xreens)
- 2020: The Private Death of Lizzy Siddal
- D’Vinci Now (w trakcie realizacji)

Aktorka
- 2018: Bimbo Bambino (reż. Alexi Carpentieri)[55]

## Filmy dokumentalne o Małdze Kubiak
W 2009 film dokumentalny Tomasza Wasilewskiego Show jednego człowieka (2008), opowiadający o Małdze Kubiak, zdobył dwie nagrody: na Festiwalu Festiwal Kina Niezależnego OFF jak gorąco w Łodzi i na Rybnickich Prezentacjach Filmu Niezależnego RePeFeNe (najlepszy film dokumentalny).
W 2012 roku Anneliese Holles nakręciła dokument Love & Other Manias, który opowiada o Kubiak. W 2013 film otrzymał nagrodę Lucki Los, Documetary Prize na International Film Festival w Berline 2013.